# Zweirad Union

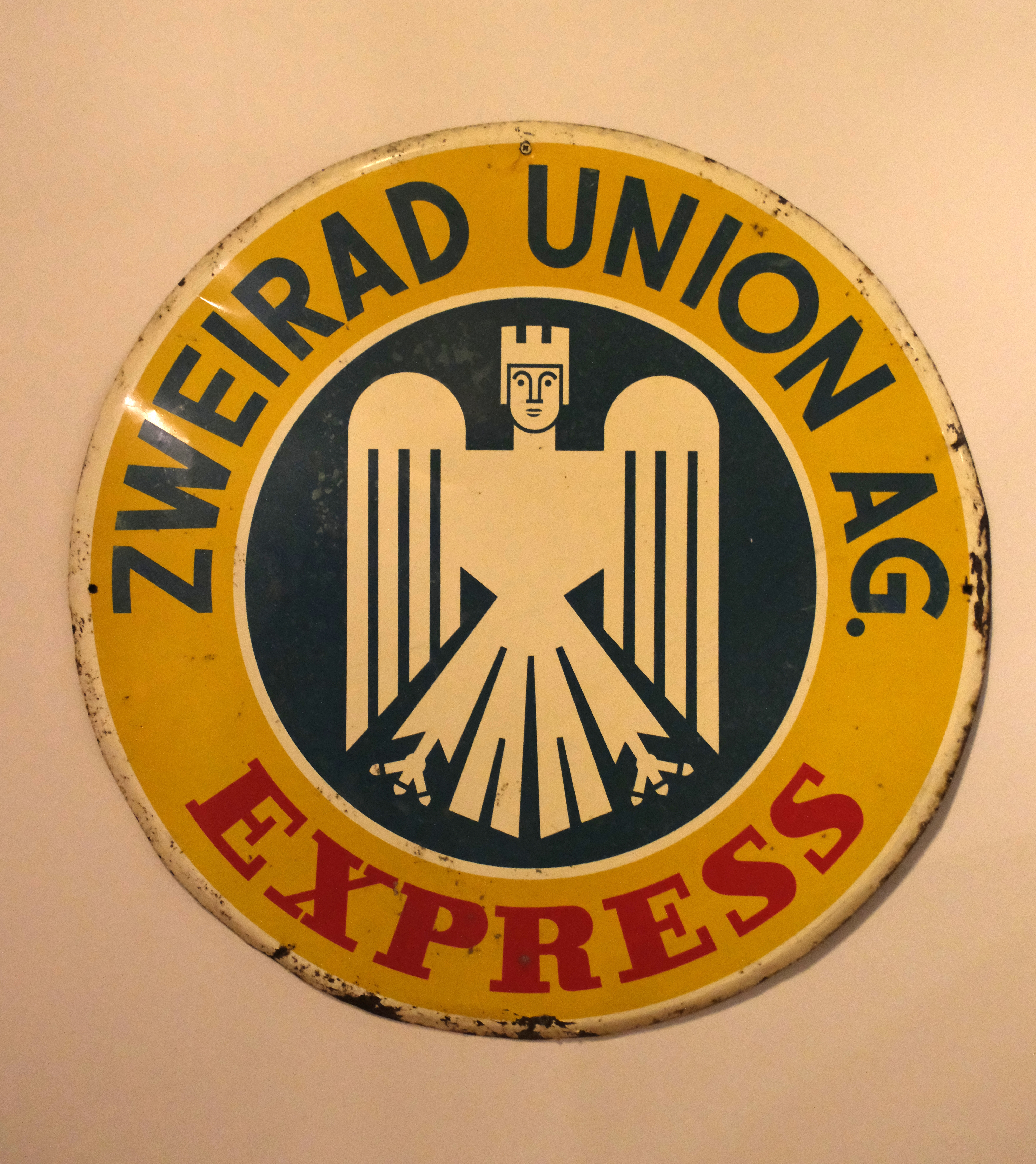
Blech-Werbetafel

Die Zweirad Union Nürnberg war ein 1958 aus Victoria, Express und der DKW-Zweiradsparte der Auto Union GmbH entstandenes Unternehmen. Als Teil der Nürnberger Motorradindustrie stellte sie Motorräder und andere Zweiräder, wie Mofas (Motorfahrrad), Mopeds (Motorpedalfahrzeug), Mokicks (Moped mit Kickstarter) und Kleinkrafträder sowie normale Fahrräder her. 1966 wurde die Zweirad Union formell von der Nürnberger Hercules Werke GmbH übernommen.

## Geschichte
Im Jahr 1957 entstanden bei der Victoria Werke AG Verluste in Millionenhöhe. Odilo Burkart, ein Vertrauter von Friedrich Flick und Eigentümer der Alumetall GmbH in Nürnberg, übernahm die Victoria-Werke. Kurze Zeit später erwarb Burkhart auch die Express Werke AG in Neumarkt für eine Million Deutsche Mark. Im April 1958 übernahm die Daimler-Benz AG mit ihrem Großaktionär Friedrich Flick 88 % des Gesellschaftskapitals der Ingolstädter Auto Union GmbH, an deren Zweiradsparte Flick kein Interesse hatte. Am 8. November 1958 beschloss eine außerordentliche Hauptversammlung der Victoria-Eigner, die Victoria- und Express-Werke mit der DKW-Motorradfertigung zusammenzulegen. Die Nachfolgegesellschaft sollte Zweirad Union heißen und deren Produktion in Nürnberg konzentriert werden.

Victoria

Produziert wurden anfangs die Victoria-Modelle Avanti, Preciosa, Vicky, die Express-Modelle und die DKW RT 175 VS, wobei man sich mehr und mehr auf die Herstellung kleiner, mit 50-cm³-Motor versehener, Zweiräder konzentrierte. Es entwickelte sich schnell eine fast unübersehbare Typenvielfalt und -bezeichnung. Mit der KR 75, KR 100 und KR 125 wurden auch in diesen Hubraumklassen neue Modelle herausgebracht. Wegen ihres eigenwilligen Designs sind aber die im Volk als Blechbananen bezeichneten Typen 115 und 155 heute noch bekannt.
Von 1962 bis 1966 wurden in den Werkshallen Maico-Motorräder für die Bundeswehr gefertigt. Des Weiteren wurde für die Bundeswehr der Kraka geliefert. Für den Lkw-Hersteller Faun produzierte man ab 1961 Kleinteile. Da die wirtschaftliche Entwicklung hinter den Erwartungen herlief, verkaufte Burkhart ein Aktienpaket an Faun und im Jahr 1962 hatte Faun die Mehrheit an der Zweirad Union und so wurde in den Werkshallen schnell ein kleiner Faun Lkw hergestellt. Die Zweiradproduktion aber war weiterhin stark rückläufig.
Im Jahr 1966 beendete Faun sein Engagement und die Fichtel & Sachs AG aus Schweinfurt übernahm die Zweirad Union und stellte den Hercules-Werken das Firmengelände der Zweirad Union zur Verfügung. Als letztes Fahrzeug unter Zweirad Union wurde die 159 TS im Jahr 1966 vorgestellt. Fichtel & Sachs stellte die Motorenproduktion der Zweirad Union zu Gunsten der eigenen Motoren ein. 1968 wurden keine Maschinen mehr mit dem Expresslogo gefertigt, ein Jahr später war auch das Victorialogo verschwunden. Bis 1977 nutzte Fichtel & Sachs die Marke DKW, auf Grund der Bekanntheit im Ausland, für Exportmodelle, die weitgehend baugleich mit den entsprechenden Hercules-Modellen waren.